# Yuexiu Fortune Center Tower 1
Das Wuhan Qiakou Project 1 war der Bau eines der mit 330 Metern und 66 Etagen höchsten Wolkenkratzer in Wuhan (chinesisch 武漢市 / 武汉市). Baubeginn war 2012. 2017 wurde das Gebäude fertiggestellt.